# Лёнва (средний приток Камы)
Лёнва (ошиб. Лемва) — река в Пермском крае, левый приток Камы. Верхнее и нижнее течение проходит по городскому округу Березники, среднее — по территории Усольского района. Впадает в Камское водохранилище на 2 км выше Яйвы. Длина реки составляет 21 км.
Исток реки находится на территории городского округа Березники к югу от платформы Калийная рядом со шламохранилищем и солеотвалами рудника БКПРУ-2 (Уралкалий). Река течёт на юго-запад, затем поворачивает на северо-запад. Русло извилистое. В среднем течении на реке стоит село Балахонцы. Крупнейшим притоком Ленвы является впадающая в неё по левому берегу в среднем течении Телепаевка.
Высота устья — 108,2 м над уровнем моря.
Лёнва сильно загрязнена отходами калийного производства. Основной сброс загрязняющих веществ происходит с предприятия БКПРУ-3 ОАО Уралкалий. В 2002 году масса сброса сухого остатка в реку составила 84,8 тысячи тонн.

## Данные водного реестра
По данным государственного водного реестра России относится к Камскому бассейновому округу, водохозяйственный участок реки — Кама от города Березники до Камского гидроузла, без реки Косьва (от истока до Широковского гидроузла), Чусовая и Сылва, речной подбассейн реки — бассейны притоков Камы до впадения Белой. Речной бассейн реки — Кама.
Код водного объекта в государственном водном реестре — 10010100912111100006980.

## Этимология
Название реки коми-пермяцкое, состоит из двух корней «льӧм» — черемуха и «ва» — вода. Таким образом, Лемва — «река, на берегах которой растёт много черемухи».

## Изображения

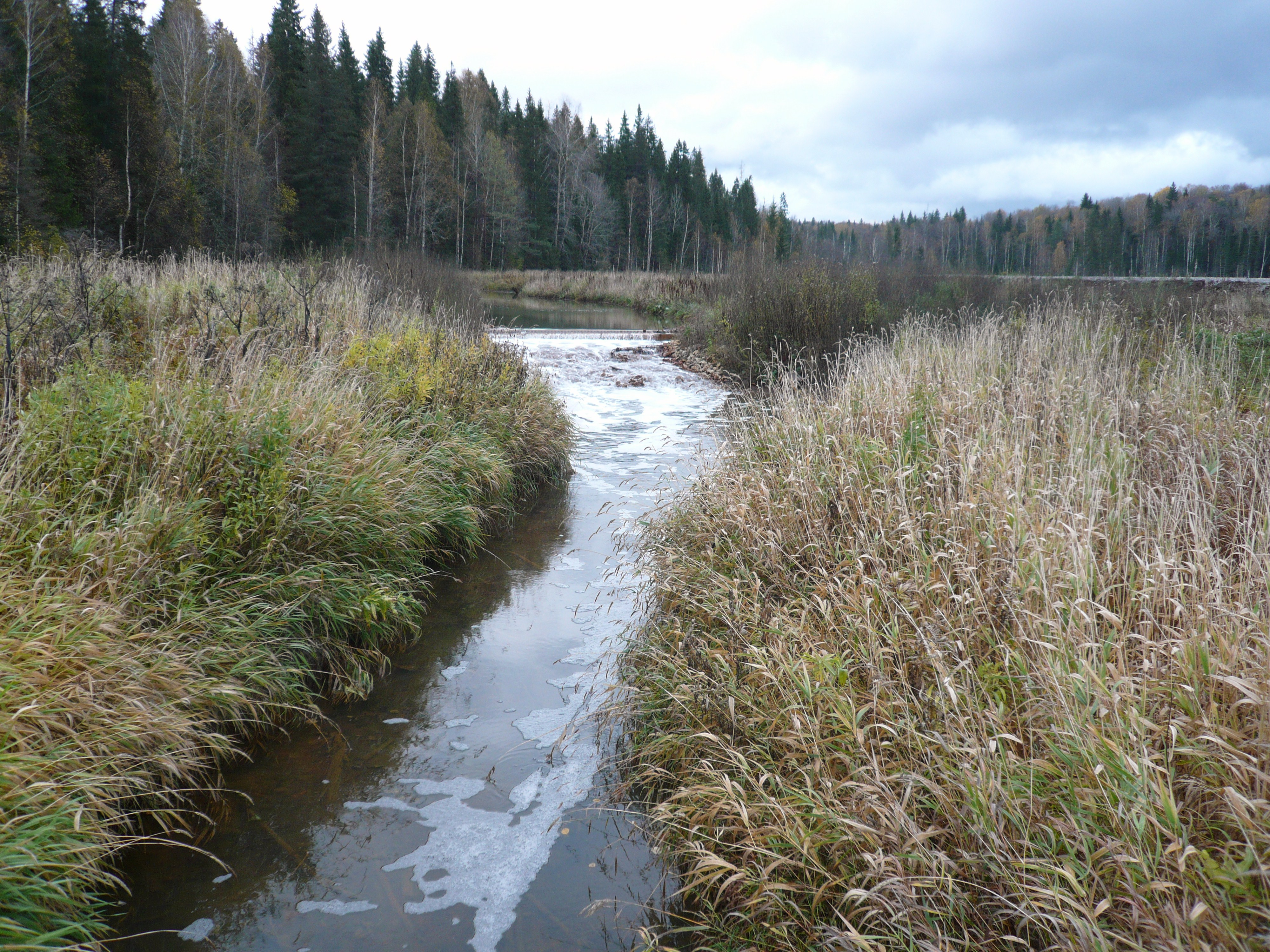
Река Лёнва в среднем течении
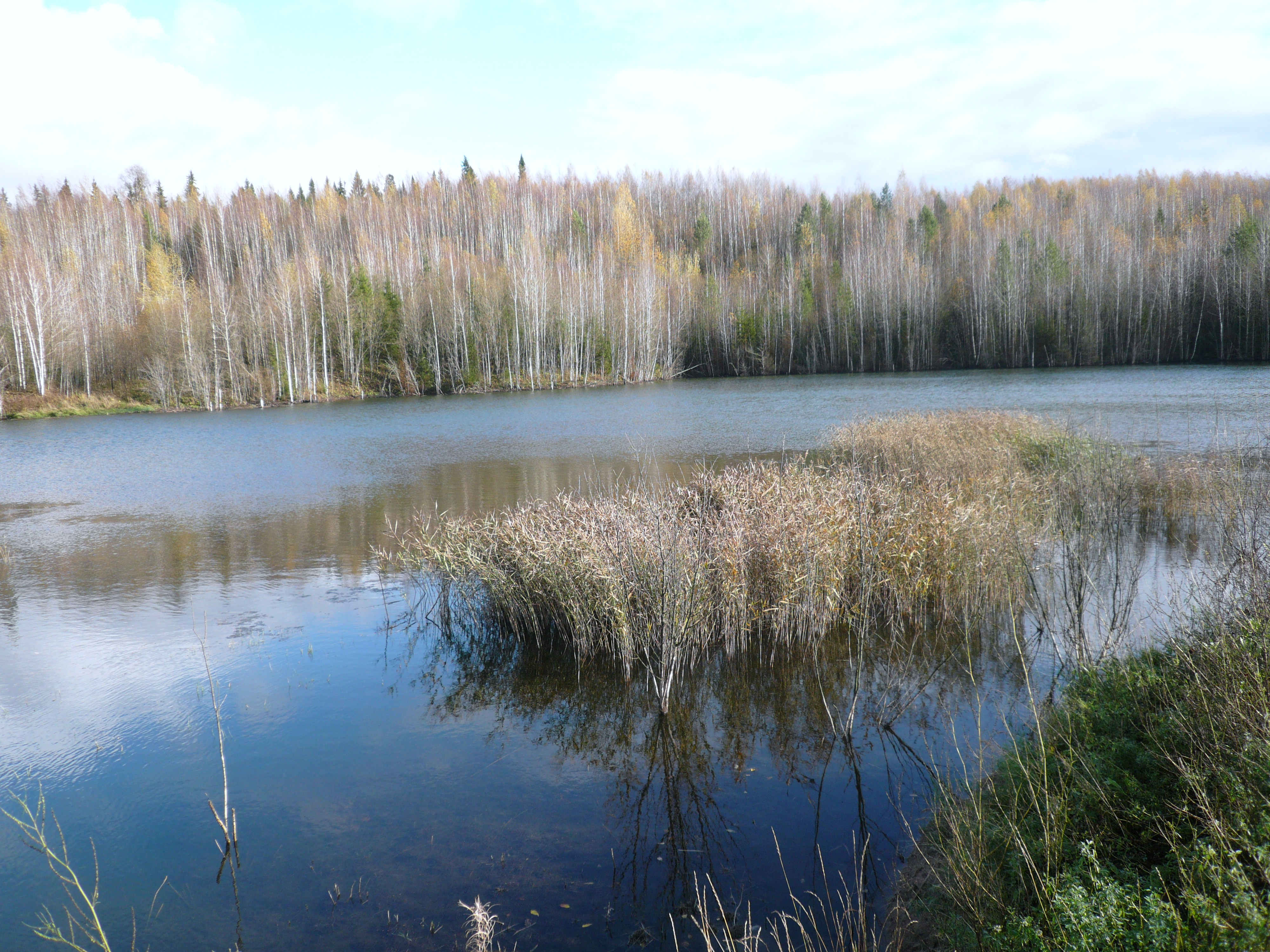
Пруд на реке Лёнва